# The Blitz (Album)
The Blitz ist das achte Studioalbum der schweizerischen Hard-Rock-Band Krokus. Es enthält die Singleauskopplungen „Ballroom Blitz“, „Midnite Maniac“ und „Our Love“.

## Hintergrund
Nach dem Abgang von Schlagzeuger Steve Pace und dem noch größeren Verlust von Songwriter und Krokus-Gründungsmitglied Chris von Rohr musste die Band schnell handeln, wollte man die durch den Vorgänger Headhunter erreichten Erfolge und entstandenen Erwartungen erfüllen. Da zudem der während der vorangegangenen Tour für die Rhythmusgitarre verpflichtete Patrick Mason ebenfalls vor den Aufnahmen wieder ausstieg und nur der Schlagzeuger Jeff Klaven als vollwertiges Mitglied einstieg, wurde The Blitz neben dem Debütalbum Krokus das einzige Album, das nur von vier vollwertigen Mitgliedern eingespielt wurde. Fernando von Arb war bei den Aufnahmen in den Little Mountain Sound Studios in Vancouver sowohl für die Lead- als auch für die Rhythmusgitarre verantwortlich und Mark Kohler kümmerte sich, wie bei der letzten Tour, um den Bass. Natürlich waren die ständigen Besetzungswechsel keine gute Voraussetzung, um das bisher erfolgreichste Album Headhunter nochmal zu toppen, aber dennoch konnte The Blitz, unterstützt durch die Singles und Musikvideos zu „Our Love“, „Midnite Maniac“ und dem The-Sweet-Cover „Ballroom Blitz“, wiederum zahlreiche Erfolge einstreichen. Man erreichte Platz 83 in den kanadischen Albumcharts, Platz 55 in Deutschland, Platz 31 in den amerikanischen Billboard 200 und Platz 27 in Schweden. Darüber hinaus sorgte das Album für eine Premiere: Es war für Krokus der erste Erfolg in den Albumcharts ihres Heimatlandes, und mit Platz 6 auch ein äußerst beachtlicher. Außerdem fuhr es erneut Goldstatus in der Schweiz, in den USA und Kanada ein. Für die folgende The Blitz Tour, die die Band als Co-Headliner zusammen mit Sammy Hagar durch Nord- und Südamerika sowie Europa führte, wurde der Amerikaner Andy Tanas am Bass verpflichtet. Ein Highlight dieser Tour war der Auftritt als Headliner beim im chilenischen Viña del Mar abgehaltenen Viña del Mar International Song Festival, als die Band vor 80.000 Zuschauern spielte. Danach war man nochmals in den USA als Co-Headliner von Accept und mit Rough Cutt im Vorprogramm unterwegs. Allerdings hielt das Line-Up auch diese Tour nicht durch: Andy Tanas wurde kurz vor Ende der US-Gastspielreise durch den schweizerischen Bassisten Tommy Keiser ersetzt. Die ständigen Besetzungswechsel wollten nicht abreißen, und so begann trotz der Erfolge von The Blitz der schleichende Abstieg von Krokus.

## Titelliste
1. Midnite Maniac (3:59) (Marc Storace/Fernando von Arb)
2. Out of Control (4:15) (Storace/von Arb)
3. Boys Nite Out (3:38) (Storace/von Arb/Bryan Adams/Jim Vallance)
4. Our Love (4:35) (Storace/von Arb)
5. Out to Lunch (4:20) (Storace/von Arb)
6. Ballroom Blitz (4:00) (Michael Chapman/Nicky Chinn)
7. Rock the Nation (4:41) (Storace/von Arb)
8. Hot Stuff (4:36) (Storace/von Arb)
9. Ready to Rock (4:30) (Storace/von Arb)

### Coverversion
- „Ballroom Blitz“ ist eine The-Sweet-Coverversion. Das Lied wurde ursprünglich 1973 auf der gleichnamigen Single „Ballroom Blitz“ veröffentlicht.

### Wissenswertes
- Die Coverversion „Ballroom Blitz“ wurde für das im Jahr 2007 erschienene Konsolenspiel Guitar Hero Encore: Rock the 80s verwendet.[5]

## Besetzung
Gesang: Marc Storace
Leadgitarre, Rhythmusgitarre: Fernando von Arb
Bass: Mark Kohler
Schlagzeug: Jeff Klaven
Keyboard: Doug Johnson

### Gastmusiker
Backgroundgesang: Jimi Jamison